# Tjita oblast
Tjita oblast (russisk: Чити́нская о́бласть, tr. Tjitinskaja oblast) var en oblast i Rusland.
Oblasten havde 1.150.000 indbyggere, hvoraf 306.000 boede i hovedbyen Tjita. Oblasten var beliggende i det sydlige Sibirien og grænsede op til Mongoliet og Kina. Området prægedes af Jablonow-bjergene, floder og stepper, hvor der holdtes kvæg og får, der spillede en rolle i økonomien. Ud over kvægavl baseredes det økonomiske liv på tømmer fra skovene, der dækker 60% af området, samt metalforekomster.
Den 1. marts 2008 fusionerede Tjita oblast med Agino-Burjatsk autonome okrug og dannede Zabajkalskij kraj.